# Nävertorps församling
Nävertorps församling var en församling i Strängnäs stift och i Katrineholms kommun i Södermanlands län. Församlingen uppgick 2006 i Nävertorp-Östra Vingåkers församling. Denna församling gick i sin tur 2010 upp i Katrineholmsbygdens församling.

## Administrativ historik
Församlingen bildades den 1 januari 1995 genom en utbrytning ur Katrineholms församling och var därefter till 2006 moderförsamling i pastoratet Nävertorp och Östra Vingåker. Församlingen uppgick 2006 i Nävertorp-Östra Vingåkers församling.

## Series pastorum
- 1995-1997 Göran Gyllenör (död 2009)
- 1997-2006 Timo Orta

## Kyrkor
- Nävertorps kyrka